# Талавери
Талавери (груз. ტალავერი, азерб. Faxralı) — село Болнисского муниципалитета, края Квемо-Картли республики Грузия с 99 % азербайджанским населением. Находится в юго-восточной части Грузии, на территории исторической области Борчалы. Является крупнейшим по численности населения селом Болнисского муниципалитета.

## История
Начиная с конца XVII века население села значительно увеличилось за счёт переселевшихся сюда семей из Гянджа — Казахского и Карабахского региона.

### Изменение топонима
В 1990 - 1991 годах, в результате изменения руководством Грузии исторических топонимов населённых пунктов этнических меньшинств в регионе, название села Фахралы («азерб. Faxralı») было изменено на его нынешнее название - Талавери.

## Географическое положение
Село находится на берегу реки Талавери, в 19 км от районного центра Болниси, на высоте 560 метров от уровня моря.
Граничит с селами Сарачлы, Имирасан, Кудро, Маленький Дарваз и гошакилса Болнисского района.

## Население
По данным Государственного статистического комитета Грузии, согласно официальной переписи 2002 года, численность населения села Талавери составляет 6889 человек и на 99 % состоит из азербайджанцев.
В селе проживают 1495 семей. Мужчины составляют 47,2 %, а женщины 52,8 % населения села. Такой дисбаланс в структуре населении связан с трудовой эмиграцией, которая постепенно принимает масштабный характер.
41 % семей состоит из 4—5 человек. В связи с многодетностью число жителей на каждую семью (4,6 человек) превышает средние показатели района (4,0 человек) и республики (3,5 лицо). Фахралы является самым большим селом района и 3-м после самого города Болниси и посёлка Казрети

## Экономика
Основной областью деятельности в селе является сельское хозяйство (зерноводство, виноградарство, овощеводство и пчеловодство).

## Достопримечательности
- Средняя школа (построена в 1919 году);[8]
- Две начальные школы;[8]
- Стационарная больница;
- Мечеть (построена в 1905 году);[12][13][14]

## Известные уроженцы
- Мирза Рза Ализаде — педагог.

## Интересные факты
18 августа 2011 года, спикер парламента Грузии Давид Баркадзе, в рамках визита в Болнисский район, вместе с губернатором края Квемо-Картли Давидом Киркитадзе, принял участие в открытии новой 8-километровой трассы, соединяющей село Талавери с селом Чапала.

## Топографические карты
- Лист карты K-38-90 Марнеули. Масштаб: 1 : 100 000. Состояние местности на 1982 год. Издание 1983 г.